# Paul Schindler (Maler)
Friedrich Paul Schindler (* 19. September 1891 in Leipzig; † 24. Januar 1973 ebenda) war ein deutscher Maler und Grafiker.

## Leben
Paul Schindler wurde als Sohn eines Schneiders geboren und hatte sechs jüngere Geschwister. Drei seiner Geschwister starben laut Familienbuch schon im Kindesalter. Über seine Ausbildung ist wenig bekannt. Es gibt eine Zeichnung von ihm mit seinem Signum, einer Klassenbezeichnung und einem Stempel der „Königl. Akademie Leipzig“ (damals „Königliche Akademie für graphische Künste und Buchgewerbe Leipzig“).
In der Zeit des Nationalsozialismus war Schindler obligatorisch Mitglied der Reichskammer der bildenden Künste.
1954 heiratete er Hildegard Johanna Karpenkiel, geb. Braun (1912–1992) und lebte mit ihr bis zu seinem Tod in der Leipziger Löhrstraße 15, wo sich auch sein Atelier befand.

## Werk
Paul Schindler schuf künstlerische Bilder über Alltagsgrafik bis zur Werbung. Seine Werke wurden auch ins Ausland verkauft. Ein Beispiel seiner Arbeit ist das Bild seiner Frau, das er in verschiedenen Varianten erstellte. Das Motiv ist auch bei seinem Privatfoto (siehe oben) im Hintergrund rechts (zum Teil) zu erkennen. Der Künstler hat selbst kein Verzeichnis seiner Werke hinterlassen.
1915 veröffentlichte die Zeitschrift Jugend zwei Grafiken von ihm, nämlich Eroberte englische Geschütze am Siegesdenkmal in Leipzig, sowie eine unbetitelte Farbzeichnung.
1918 illustrierte er den 14 Blatt umfassenden Gedichtband Vormarsch von Oskar Brunkow, erschienen im Verlag B. Volger in Leipzig.

## Sicher belegte Teilnahme an Ausstellungen in der Zeit des Nationalsozialismus
- 1936: Berlin, Haus der Kunst („Deutsche Werbegrafik“)

- 1941 und 1942: Wurzen, Stadthaus  (7. und 8. Wurzener Kunstausstellung)
- 1942: Leipzig, Museum der bildenden Künste („Große Leipziger Kunstausstellung“)